# Gary Langan
Gary Langan (1956. április 19.) hangmérnök és zenei producer.
18 évesen kezdett dolgozni hangmérnök asszisztensként a Sarm East Studiosban, a tudását Gary Lyons és Mike Stone hangmérnököktől sajátította el, akikkel a Queen együttes A Night at the Opera, A Day at the Races és News of the World albumain dolgozott. Később a Spandau Ballet és az ABC lemezeinél dolgozott producerként.
1983-ban társalapítója volt a ZTT Records lemezkiadónak Trevor Horn, Paul Morley és Jill Sinclair mellett. Ezenkívül alapító tagja az Art of Noise együttesnek, de 1986-ban, az együttes Visible Silence albumának koncertturnéja után kilépett.

## Külső hivatkozások
- Art Of Noise weboldal
- Gary Langan a Discogs weboldalán